# Årets herrspelare i svensk bandy
Årets herrspelare i svensk bandy är en utmärkelse som tilldelas en framstående spelare inom svensk bandy. Priset delas ut av Svenska Bandyförbundet årligen sedan säsongen 1963/1964. 

## Årets herrspelare genom åren
Not: Föreningen som anges är den som spelaren tillhörde aktuell säsong.
- 1964 – Bernt "Bempa" Ericsson, Falu BS
- 1965 – Gunnar Ring, Örebro SK
- 1966 – Ulf Fredin, IK Sirius BK
- 1967 – Leif Sveder, IF Göta
- 1968 – Ulf Fredin, IK Sirius BK
- 1969 – Bernt "Bempa" Ericsson (2), Falu BS
- 1970 – Torbjörn Ek, Ljusdals BK
- 1971 – Bernt "Bempa" Ericsson (3), Falu BS
- 1972 – Håkan Ohlsson, Katrineholms SK
- 1973 – Bernt "Bempa" Ericsson (4), Falu BS
- 1974 – Bernt "Bempa" Ericsson (5), Falu BS
- 1975 – Stefan Johansson, Ljusdals BK
- 1976 – Sören Boström, Västanfors IF BK
- 1977 – Bengt "Pinnen" Ramström, IF Boltic
- 1978 – Torbjörn Ek, Västerås SK
- 1979 – Bengt "Pinnen" Ramström (2), IF Boltic
- 1980 – Per Togner, IF Boltic
- 1981 – Mats Carlsson, IF Boltic
- 1982 – Bengt "Pinnen" Ramström (3), IF Boltic
- 1983 – Ola Johansson, IF Boltic
- 1984 – Anders Bridholm, IF Boltic
- 1985 – Anders Bridholm (2), IF Boltic
- 1986 – Patrick Johansson, Vetlanda BK
- 1987 – Mikael Arvidsson, IFK Motala
- 1988 – Ola Johansson (2), Västerås SK
- 1989 – Hans Johansson, Västerås SK
- 1990 – Stefan "Lillis" Jonsson, Västerås SK
- 1991 – Jonas Claesson, Vetlanda BK
- 1992 – Jonas Claesson (2), Vetlanda BK
- 1993 – Ola Fredricson, IF Boltic
- 1994 – Per Fosshaug, Västerås SK
- 1995 – Mikael Forsell, IF Boltic
- 1996 – Jonas Claesson (3), Vetlanda BK
- 1997 – Hans Åström, Sandvikens AIK
- 1998 – Ola Fredricson (2), Västerås SK
- 1999 – Jonas Claesson (4), Hammarby IF
- 2000 – Jonas Claesson (5), Hammarby IF
- 2001 – Sergej Obuchov, Falu BS
- 2002 – Magnus Muhrén, Sandvikens AIK
- 2003 – Magnus Muhrén (2), Sandvikens AIK
- 2004 – Magnus Muhrén (3), Sandvikens AIK
- 2005 – Magnus Muhrén (4), Sandvikens AIK
- 2006 – Magnus "Kuben" Olsson, Edsbyns IF
- 2007 – Patrik Nilsson, Sandvikens AIK
- 2008 – Patrik Nilsson (2), Sandvikens AIK
- 2009 – Per Hellmyrs, Edsbyns IF
- 2010 – Andreas Bergwall, Dynamo Kazan
- 2011 – Andreas Westh, Bollnäs GoIF
- 2012 – Daniel Berlin, Sandvikens AIK
- 2013 – Daniel Andersson, Villa Lidköping
- 2014 – Christoffer Edlund, Sandvikens AIK
- 2015 – Johan Esplund, Västerås SK
- 2016 – David Karlsson, Villa Lidköping
- 2017 – Daniel Mossberg, Sandvikens AIK
- 2018 – Daniel Berlin (2), Sandvikens AIK
- 2019 – Johan Esplund (2), Villa Lidköping
- 2020 – Tuomas Määttä, Edsbyns IF
- 2021 – Erik Pettersson, AIK
- 2022 – Joel Broberg, Villa Lidköping
- 2023 – Erik Pettersson, Bollnäs GIF